# Боби Робсон
Сер Роберт Вилијам Боби Робсон (енгл. Bobby Robson; 18. фебруар 1933 — 31. јул 2009) био је енглески фудбалер и након повлачења менаџер неколико европских фудбалских клубова као и фудбалске репрезентације Енглеске.
Његове играчка каријера трајала је готово 20 година током којих је играо за три клуба: ФК Фулам, ФК Вест Бромич албион и на кратко за ФК Ванкувер. Такође је одиграо 20 мечева за енглески национални тип и постигао је четири гола. Као фудбалски менаџер постигао је велике успехе. Освојио је са клубовима које је предводио националне шампионате Португалије и Холандије. Док је био селектор енглеске фудбалске репрезентације овај тим се пласирао у полуфинале Светског првенства у фудбалу 1990. године. Његов последњи посао менаџера било је надледање менаџера фудбалске репрезентације Ирске.
Док је тренирао Спортинг из Лисабона, преводилац на португалски и помоћни тренер му је био Жозе Мурињо, који је касније са њим радио и у Порту и  Барселони.

## Трофеји (као тренер)

### Ипсвич таун
- ФА куп (1) : 1977/78.
- Тексако куп (1) : 1972/73.
- Куп УЕФА (1) : 1980/81.

### ПСВ Ајндховен
- Првенство Холандије (2) : 1990/91, 1991/92.
- Суперкуп Холандије (1) : 1998.

### Порто
- Првенство Португала (2) : 1994/95, 1995/96.
- Куп Португала (1) : 1993/94.
- Суперкуп Португала (1) : 1994.

### Барселона
- Куп Шпаније (1) : 1996/97.
- Суперкуп Шпаније (1) : 1996.
- Куп победника купова (1) : 1996/97.